# 蘑菇香精
蘑菇香精（Lenthionine）是一个非常活泼的香气成分，它是香菇的主要风味物质之一。
据称它在香菇内是通过蘑菇酸（半胱氨酸亚砜）在S-烷基-L-半胱氨酸亚砜裂解酶作用下产生的，但具体的生成机理仍然不清楚。这些反应只有在植物组织破坏后才发生。除了产生蘑菇香精，还生成聚噻噁烷。
研究显示它有防止血栓形成的功效。